# Anatol Rosenfeld
Anatol Rosenfeld (Berlim, 28 de agosto de 1912 — São Paulo, 11 de dezembro de 1973) foi um importante crítico e teórico de teatro teuto-brasileiro.

## Vida
Estudou na Universidade Humboldt de Berlim (1930-1934) filosofia, teoria literária e história (com especialização em Letras Alemãs), tendo sido aluno de Nicolai Hartmann e Eduard Spranger (Filosofia), Max Dessoir (Estética), Julius Petersen (Teoria da Literatura) e outros. Interrompeu o preparo da tese de doutorado em 1935 pela perseguição nazista.
Chegou ao Brasil em 1937, trabalhando como colono de fazenda e caixeiro-viajante e somente em 1945 iniciando atividades de jornalista (tradutor, redator, repórter e articulista). Colaborou inicialmente para periódicos em língua alemã e a seguir escreveu com regularidade para vários jornais (Correio Paulistano", "Jornal de São Paulo", "Estado de S. Paulo), bem como revistas brasileiras e alemãs ("Revista Brasileira de Filosofia", "Iris", "Staden Jahrbuch" etc.), produzindo ensaios nas áreas de estética, teoria literária, teatro, fotografia, cinema e filosofia.
Editor da secção de letras germânicas do Suplemento Literário de "O Estado de S. Paulo", escreveu numerosos ensaios sobre literatura, filosofia, cinema e teatro. Publicou escritos sobre Schopenhauer, Goethe e Schiller nas década de 1960 e 1970. Coordenou a coleção de estética (O Pensamento Estético), publicada pela editora Herder, tendo escrito prefácios sobre Schopenhauer, Goethe e Schiller.
Foi membro do Conselho Editorial da Editora Perspectiva (São Paulo), que é responsável pela publicação de suas obras.
Pronunciou inúmeras conferências e deu vários cursos no Rio de Janeiro e em São Paulo, principalmente sobre filosofia e interpretação literária. Seus escritos e palestras influenciaram importantes teóricos e críticos de teatro no Brasil. Lecionou estética teatral na Escola de Arte Dramática (São Paulo) (1962-1967) e no departamento de Arte Cênicas da Escola de Comunicações e Artes da Universidade de São Paulo. Também deu aulas de estética na Escola Superior de Cinema São Luiz (São Paulo).

### Obras do autor
- Doze Estudos. S. Paulo: Conselho Estadual de Cultura, 1959.
- O Teatro Épico. S. Paulo: DESA, 1965 (reeditado pela Perspectiva em 1985).
- A Personagem de Ficção (com Antonio Cândido, Décio de Almeida Prado e Paulo Emílio Salles Gomes). S. Paulo, Perspectiva, 1968.
- Teatro Alemão. S. Paulo: Brasiliense, 1968.
- Texto/Contexto. S. Paulo: Perspectiva, 1969.
- "Hilda Hilst: poeta, narradora, dramaturga". In: Fluxo-floema (de Hilda Hilst). S. Paulo: Perspectiva, 1970. p. 10-17. link.
- Estrutura e Problemas das Obras Literárias. S. Paulo: Perspectiva, 1976.
- Mistificações Literárias: "Os Protocolos dos Sábios de Sião". S. Paulo, Perspectiva, 1976.
- Teatro Moderno. S. Paulo, Perspectiva, 1977.
- O Mito e o Herói no Moderno Teatro Brasileiro. S. Paulo: Perspectiva, 1982.
- O Pensamento Psicológico. S. Paulo: Perspectiva, 1984.
- História da Literatura e do Teatro Alemães. S. Paulo: Perspectiva, 1993.
- Letras Germânicas. S. Paulo: Perspectiva, 1993.
- Negro, Macumba e Futebol. S. Paulo: Perspectiva, 1993.
- Prismas do Teatro. S. Paulo: Perspectiva, 1993.
- Texto/Contexto II. S. Paulo: Perspectiva, 1993.
- Letras e Leituras. S. Paulo: Perspectiva, 1994.
- Thomas Mann. S. Paulo: Perspectiva, 1994.
- Na Cinelândia Paulistana. S. Paulo: Perspectiva, 2002.
- Anatol Off-road. S. Paulo: EDUSP/Perspectiva, 2003.
- Cinema: Arte & Indústria. S. Paulo: Perspectiva, 2003.
- "O Problema da Paz Perpétua: Kant e as Nações Unidas" in A Paz Perpétua (org. J. Guinsburg). S. Paulo: Perspectiva, 1993.
- Anatol on the Road. S. Paulo: Perspectiva, 2006.
- Preconceito, Racismo e Política (org. Nanci Fernandes), S.Paulo: Perspectiva, 2011.
- Brecht e o Teatro Épico (org. Nanci Fernandes), S. Paulo: Perspectiva, 2012.
- Judaísmo, Reflexões e Vivências (org. Nanci Fernandes), S.Paulo: Perspectiva, 2012.
- "Um Conceito de Classicismo" (com J. Guinsburg) in O Classicismo (org. J. Guinsburg), S. Paulo: Perspectiva, 2012.
- "Romantismo e Classicismo" e "Um Encerramento" (com J. Guinsburg) in O Romantismo (org. J. Guinsburg), S. Paulo: Perspectiva, 2013.
- Teatro em Crise (org. Nanci Fernandes), S. Paulo: Perspectiva, 2014.
- Estética e Teatro Alemão (org. e notas de Nanci Fernandes), S. Paulo: Perspectiva, 2017.

### Sobre o autor
- "Depoimento de Anatol Rosenfeld", de Eliston Altmann, in "Suplemento Literário" de O Estado de S. Paulo, de 17.09.1966, p. 3. link.
- Sobre Anatol Rosenfeld (orgs. J. Guinsburg e Plínio Martins Filho), ensaios de Alberto Guzik,  Alfredo Mesquita, Antonio Candido, Décio de Almeida Prado, Giselda Leiner, Haroldo Campos, J.Guinsburg, Julieta de Godoy Ladeira, Mauro Chaves, Modesto Carone,  Nogueira Moutinho, Osman Lins, Otto Maria Carpeaux, Regina Schnaiderman, Roberto Schwartz, Sábato Magaldi, Sérgio de Carvalho, Zulmira Ribeiro Tavare. S. Paulo: Com-Arte, 1995.
- "Introdução" in Na Cinelândia Paulistana, de Anatol Rosenfeld, pp. 11–19. S. Paulo: Perspecitva, 2002.
- "Introdução" in Cinema: Arte & Indústria, de Anatol Rosenfeld, pp. 13–30. S. Paulo: Perspectiva, 2003.
- Exílio e Literatura: Escritores de Fala Alemã durante a Época do Nazismo, de Izabela Maria Furtado Kestler. S. Paulo: EDUSP, 2003, pp. 133–135.
- "Introdução: Um caixeiro-viajante em terras brasílicas" in Anatol Off-road, de Anatol Rosenfeld. S. Paulo: EDUSP/Perspectiva, 2003.
- "Introdução" e "Autobiografia" in Anatol on the Road, de Anatol Rosenfeld. S. Paulo: Perspectiva, 2006.
- "Prefácio" in Brecht e o Teatro Épico, de Anatol Rosenfeld (org. Nanci Fernandes). S.Paulo: Perspectiva, 2012.
- "Anatol Rosenfeld: O Homem e o Intelectual", de J. Guinsburg, in Judaísmo, Reflexões e Vivências, de Anatol Rosenfeld (org. Nanci Fernandes). S. Paulo: Perspectiva, 2012.
- "Introdução" in Teatro em Crise, de Anatol Rosenfeld (org. Nanci Fernandes). S. Paulo: Perspectiva, 2014. link.
- Anatol Rosenfeld: o crítico como pensador, de Maria Abadia Cardoso. Tese (Doutorado em História Social), Universidade Federal de Uberlândia, Uberlândia, 2014.
- "Episódio 8" da série Canto dos Exilados, no Canal Arte 1, parceria Telenews/Canal Arte 1/Rio Filmes. S. Paulo, 19/fev/2015.
- "Vivendo e fazendo História", introdução in Estética e Teatro Alemão, de Anatol Rosenfeld (org. e notas de Nanci Fernandes), S. Paulo: Perspectiva, 2017.